# Invasion U.S.A.
Invasion U.S.A. è un film statunitense del 1985 diretto da Joseph Zito.
Ideato da Zito insieme a James Bruner e interpretato da Chuck Norris, venne prodotto dalla casa israeliana Cannon Group.

## Trama
Un gruppo di rifugiati cubani, a bordo di una barca a vela, si dirige verso gli Stati Uniti. La barca viene intercettata dalla guardia costiera il cui capitano in prima battuta accoglie i rifugiati, ma subito dopo i marinai, armati, aprono il fuoco, uccidendoli tutti, per poi prelevare diversi sacchetti di cocaina nascosti a bordo della barca.
In realtà i marinai erano guerriglieri comunisti latino-americani travestiti da guardie costiere. L'autentica Guardia costiera, alla fine, trova la barca piena di cubani assassinati al largo della costa della Florida. L'FBI e il dipartimento di polizia di Miami giungono sul porto per indagare sugli omicidi. Nel frattempo i guerriglieri comunisti, guidati dal russo Mikhail Rostov, approdano a Miami. Il russo era in realtà il falso capitano della Guardia costiera che aveva aperto il fuoco e ucciso i rifugiati cubani. Ad un ex agente della CIA, Matt Hunter, viene chiesto di occuparsi del caso, ma lui rifiuta. Nel momento in cui Rostov e un gruppo di guerriglieri tentano di distruggere la residenza dello stesso Hunter nelle Everglades, in un tentativo fallito di omicidio, l'ex agente riconsidera l'offerta.
Quasi contemporaneamente, e nel corso della giornata, centinaia di guerriglieri comunisti sbarcano sulle spiagge della Florida del sud, spostandosi verso l'interno con dei camion ed iniziano il loro assalto distruggendo alcune case della periferia della città. Un altro gruppo di guerriglieri, travestiti da agenti della polizia di Miami, attacca un centro pieno di espatriati cubani. Una volta giunta sul posto una vera auto della polizia viene presa di mira dai sopravvissuti. Nel frattempo, l'FBI non ha idea chi stia dietro agli attacchi, mentre Hunter e la CIA pensano che sia Rostov. Con il proliferare nel tempo degli atti terroristici in Miami, rivolte razziali e caos generale si sviluppano all'interno della città, così come i terroristi avevano previsto. Successivamente, i guerriglieri comunisti attaccano un centro commerciale di Miami, mentre Hunter si impegna a contrastare la loro azione. Viene così dichiarata la Legge marziale, interviene la Guardia nazionale, mentre civili armati si organizzano per proteggere la comunità da ulteriori attacchi. La paura cresce, i bambini locali vengono portati in zone rurali, lontano dai terroristi. Ad un certo punto Hunter cerca di fermarli dal loro proposito di prendere d'assalto una chiesa, ma nel momento della partenza di uno scuolabus pieno di bambini, Nikko, braccio destro di Rostov, nasconde sul bus dell'esplosivo C4. Hunter segue il pulmino della scuola e riesce a liberarlo dall'esplosivo, uccidendo Nikko e un altro guerrigliero. Nonostante questo successo, a Hunter viene sconsigliato di provocare i guerriglieri per non inasprire il loro fanatismo. Allarmato dalla minaccia, il governo attiva un Teatro di Comando Speciale per gli Stati Uniti sudorientali con sede ad Atlanta. Presso il centro di comando, tutti i 50 governatori di stato e funzionari militari si incontrano per fermare gli attacchi di terrore.
L'FBI prende in custodia Hunter, mentre Rostov ordina a tutti i guerriglieri l'assalto al palazzo dove Hunter è custodito, così la guardia nazionale circonda l'area con carri armati e truppe. Mentre infuria la battaglia all'esterno, Hunter affronta Rostov e lo uccide con un lanciarazzi. Infine i guerriglieri rimasti si arrendono alla guardia nazionale.

## Produzione
Anni dopo l'attore protagonista ha preso le distanze dal film ritenendolo eccessivo.

## Accoglienza
Il film venne immediatamente stroncato dalla critica statunitense che lo reputò involontariamente comico.

## Sequel
Il film ha avuto un seguito, I cacciatori della notte uscito l'anno dopo diretto da Sam Firstenberg con Michael Dudikoff nelle vesti di Matt Hunter.